# San José Machorro
San José Machorro är en ort i Mexiko.   Den ligger i kommunen Tecamachalco och delstaten Puebla, i den sydöstra delen av landet, 160 km öster om huvudstaden Mexico City. San José Machorro ligger 1 997 meter över havet och antalet invånare är 102.
Terrängen runt San José Machorro är platt åt sydväst, men åt nordost är den kuperad. Runt San José Machorro är det ganska tätbefolkat, med 239 invånare per kvadratkilometer. Närmaste större samhälle är Tecamachalco, 5,1 km öster om San José Machorro. Trakten runt San José Machorro består till största delen av jordbruksmark.